# ASCI Blue Mountain
ASCI Blue Mountain è un supercomputer installato nei Los Alamos National Laboratory a Los Alamos nel Nuovo Messico. Il sistema venne sviluppato in collaborazione tra Silicon Graphics Corporation e Los Alamos Lab. Il sistema venne installato nel 1999.
Il sistema è un cluster ccNUMA SMP SGI Origin 2000. Il cluster contiene 6.144 MIPS R10000, con una prestazione teorica di 2.5 TeraFLOPS.
Il sistema fa parte dell'Accelerated Strategic Computing Initiative (ASCI) del United States Department of Energy e del National Nuclear Security Administration per sviluppare un simulatore in grado di rimpiazzare i test nucleari sotterranei vietati da una moratoria firmata dal presidente statunitense George H. W. Bush nel 1992 e estesa da Bill Clinton nel 1993. Il sistema venne commissionato nel 1998.